# Middewinterhorn

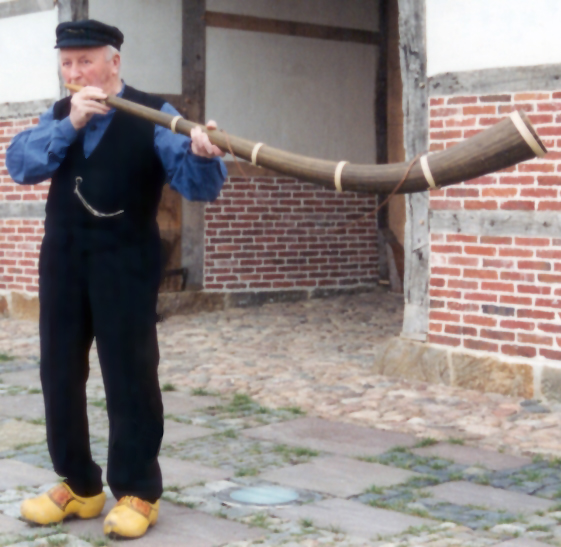
Middewinterhornbläser in der Grafschaft Bentheim

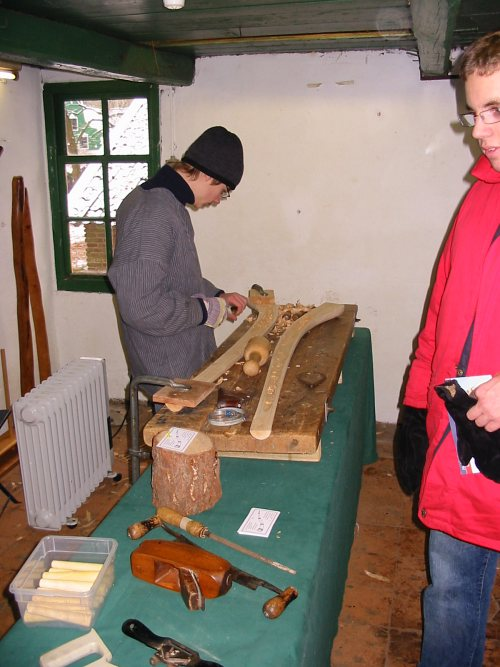
Bau eines Middewinterhorns

Das Middewinterhorn, auch Mittewinterhorn, Mirrewinterhorn, Midwinterhorn, Mittwinterhorn, Dewertshorn oder Adventshorn ist eine mit dem Alphorn verwandte Holztrompete, die instrumentenkundlich zu den Blechblasinstrumenten gehört. Auf dem Middewinterhorn lassen sich etwa acht verschiedene Töne der Naturtonreihe blasen. 

## Wortherkunft
Middewinter ist sowohl dem Niederdeutschen als auch dem Niederländischen entlehnt und bedeutet „In der Mitte des Winters“. Im Westmünsterland ist Middewinter die mundartliche Bezeichnung für Weihnachten. So bedeutet der Name „Middewinterhorn“ zum einen, dass es in der Mitte des Winters geblasen wird, zum anderen aber auch „Weihnachtshorn“.

## Bauform
Das Middewinterhorn besteht aus Holz und ist ca. 1,30 Meter lang. Zur Erstellung eines Middewinterhornes wird ein leicht gebogener Baumstamm mit einem Durchmesser von ca. 15 cm der Länge nach durchgesägt. Daraufhin werden beide Hälften ausgehöhlt und dann wieder zusammengeleimt. Mit Bast werden dann die beiden Teile fest zusammengebunden. Danach wird ein ca. daumendickes Mundstück aus Holunder eingesetzt.

## Spielweise und kulturelle Bedeutung
Das Horn wird beim Blasen, im Unterschied zum Alphorn, das auf dem Boden steht, freihändig gehalten. Middewinterhörner werden nicht zusammen geblasen, da jedes Horn andere Töne erzeugt und diese zusammen mit anderen Middewinterhörnern keine Harmonie bilden.
Das Middewinterhornblasen hat eine jahrhundertealte Tradition. Besonders im Grenzgebiet zwischen Deutschland und den Niederlanden in den Räumen Grafschaft Bentheim und Twente bläst man das Horn vom ersten Advent bis zum Tag der Heiligen Drei Könige. 
Es diente früher der Vertreibung böser Geister und zur Begrüßung der Wintersonnenwende. Heute wird es zur Ankündigung der Geburt Christi geblasen. In den Niederlanden wird das Horn auch innerhalb von Kirchen bzw. auf Kirchtürmen verwendet.
Heimatdichter wie zum Beispiel Ludwig Sager haben den Klang des Middewinterhorns in Gedichten beschrieben.

## Bläsergruppen
In Deutschland gibt es Bläsergruppen im Bereich Neuenhaus, Veldhausen, Hoogstede, Wilsum und in Hestrup. In den Niederlanden gibt es Bläsergruppen in fast jedem Ort entlang der Grenze zur Grafschaft Bentheim. Die Gruppenmitglieder blasen Ihre Hörner nacheinander.